# Koreochomik długoogonowy
Koreochomik długoogonowy, chomik koreański (Tscherskia triton) – gatunek ssaka z podrodziny chomików (Cricetinae) w obrębie rodziny chomikowatych (Cricetidae).

## Zasięg występowania
Koreochomik długoogonowy występuje we wschodniej Azji zamieszkując w zależności od podgatunku:
- T. triton triton – wschodnia Chińska Republika Ludowa (środkowe Shaanxi, większość Shanxi, południowe Hebei, Tiencin, Henan, Szantung, Anhui, Jiangsu i północne Zhejiang).
- T. triton collina – środkowa Chińska Republika Ludowa (północne Shaanxi i północno-zachodnie Shanxi).
- T. triton fuscipes – północno-wschodnia Chińska Republika Ludowa (Mongolia Wewnętrzna, północne Hebei, Pekin, Heilongjiang, Jilin i Liaoning).
- T. triton incana – środkowa Chińska Republika Ludowa (Gansu, Ningxia i środkowe Shaanxi).
- T. triton nestor – Korea (w tym wyspa Czedżu) i Rosyjski Daleki Wschód (Kraj Nadmorski).

## Taksonomia
Gatunek po raz pierwszy zgodnie z zasadami nazewnictwa binominalnego opisał w 1899 roku brytyjski zoolog William Edward de Winton nadając mu nazwę Cricetulus (Cricetulus) triton. Holotyp pochodził z północnego Szantung, w Chińskiej Republice Ludowej. Jedyny żyjący współcześnie przedstawiciel rodzaju koreochomik (Tscherskia) który opisał w 1914 rosyjski zoolog Siergiej Ogniow.
W przeszłości większość chińskich autorów uważała Cansumys canus za synonim lub podgatunek T. triton (prawdopodobnie dlatego, że te dwa gatunki były często błędnie identyfikowane pod względem morfologicznym i kariologicznym) jednak Cansumys i Tscherskia są zupełnie od siebie różne. Analiza mtDNA potwierdziła status rodzajowy Tscherskia. Autorzy Illustrated Checklist of the Mammals of the World rozpoznają pięć podgatunków.

### Etymologia
- Tscherskia: Aleksandr Iwanowicz Czerski (ros. Александр Иванович Черский) (1879–1921), rosyjski zoolog, kolekcjoner z Syberii z początków XX wieku[17].
- triton: w mitologii greckiej Tryton (gr. Τριτων Tritōn, łac. Triton) był bogiem morskim, często przedstawianym jako syrena (nie wiadomo dlaczego de Winton nazwał tego chomika imieniem greckiego boga)[18].
- collina: łac. collinus „znaleziony na wzgórzu, ze wzgórza”, od collis „wzgórze”[17].
- fuscipes: łac. fuscus „mroczny, ciemny”; pes, pedis stopa, od gr. πους pous, ποδος podos „stopa”[17].
- incanus: łac. incanus „jasnoszary, oszroniony, zupełnie szary”[17].
- nestor: w mitologii greckiej Nestor (gr. Νεστωρ Nestōr) był siwowłosym mitycznym królem miasta Pylos, najstarszym wodzem walczącym podczas wojny trojańskiej[17].

## Morfologia
Długość ciała (bez ogona) 142–220 mm, długość ogona 65–106 mm, długość ucha 17–25 mm, długość tylnej stopy samic 20–29 mm; masa ciała 92–141 g. 

## Tryb życia
Spotkać go można przede wszystkim na otwartych, suchych obszarach, w krzewach i nad rzekami, a także na polach, wzdłuż kanałów, dróg i pól ryżowych). Tworzy głębokie, pionowe nory, w których są komory do przechowywania dużej ilości pożywienia. Zjada nasiona roślin dzikich i uprawnych (kukurydza, soja, słonecznik). Na zimę gromadzi do 10 kilogramów zapasów. Zwierzę nocne, ale może być też aktywne w ciągu dnia. Żyją średnio rok. Rozmnażają się od kwietnia do października (w Chinach od maja do sierpnia). W ciągu roku jest od 2 do 3 miotów na ogół po 8-10 młodych (zanotowano miot liczący 24).

## Zagrożenia
Koreochomik nie ma większych zagrożeń, jednak wysuszanie bagien i zmiana ilości wody może negatywnie wpłynąć na jego populację.